# Муктіколь
Муктіко́ль (каз. Мүктікөл) — село у складі Житікаринського району Костанайської області Казахстану. Адміністративний центр Муктікольського сільського округу.
У радянські часи село називалось Мюктиколь.
Населення — 209 осіб (2021; 427 у 2009, 947 у 1999, 1236 у 1989).